# シトロエン・C5
C5（シーファイブ）はフランスの自動車メーカーシトロエンが生産する中型ファミリーカーで、2001年にエグザンティアの後継車種として誕生した。

## 歴史

### 初代（2001年-2007年）

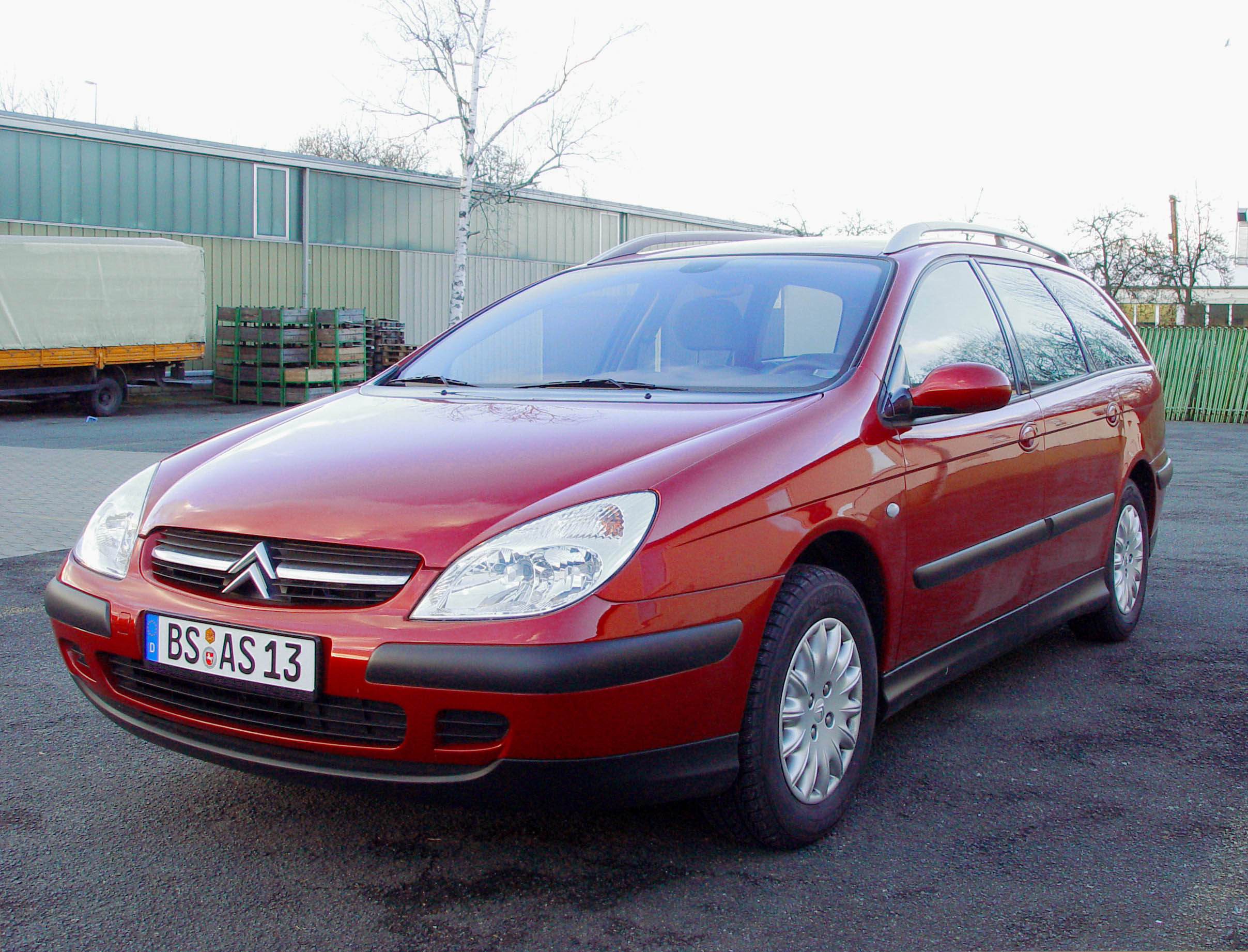
初代(ブレーク)

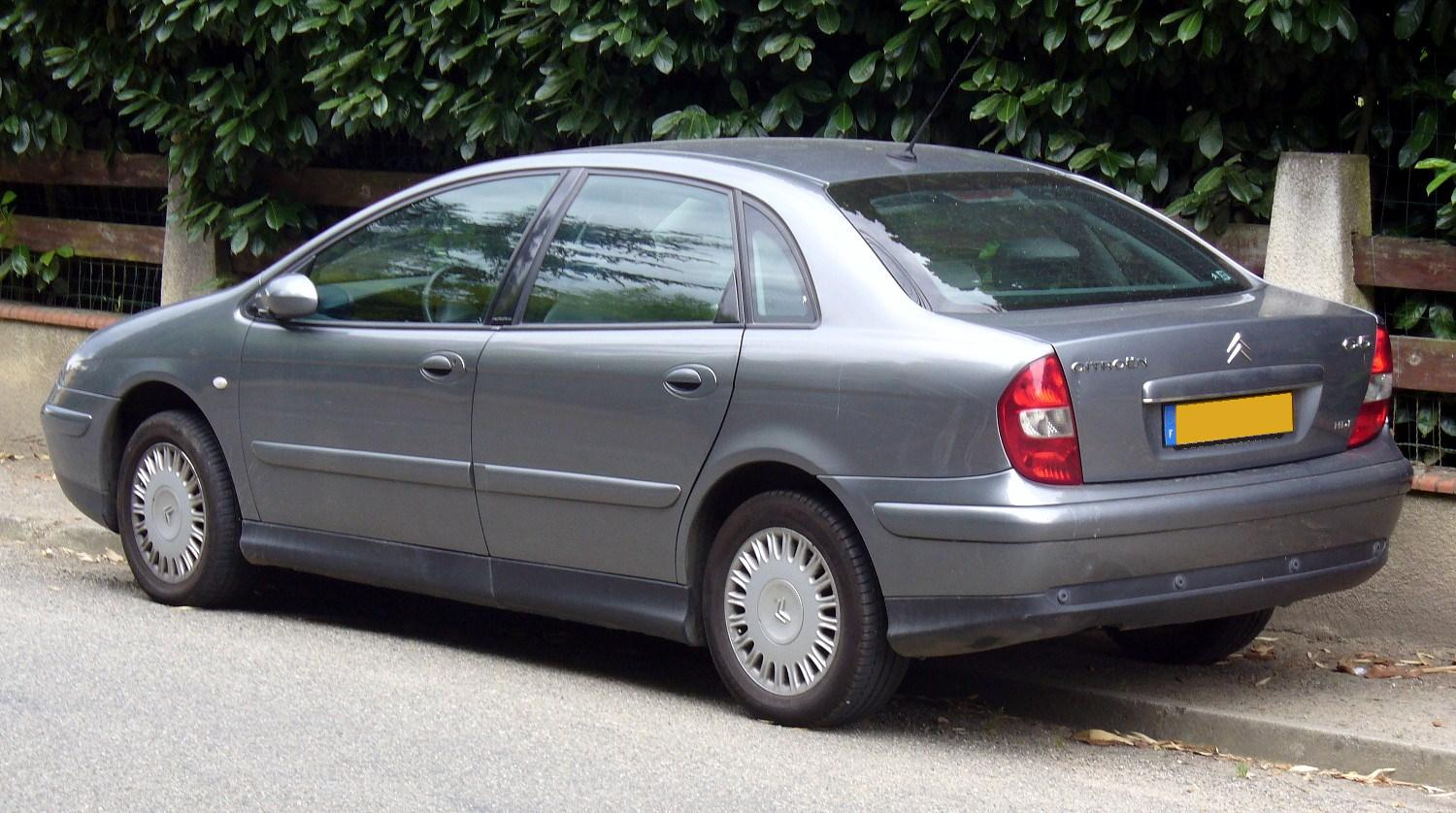
初代ハッチバック・リアビュー

初代のC5は5ドアハッチバックおよびステーションワゴンボディで登場した。ハッチバックのトランク部分にはエグザンティア同様にノッチが与えられ、遠目にはノッチバックセダンに見えるようなデザイン処理が行われていた。
エンジンは直列4気筒1,800ccと2,000cc、V型6気筒3,000ccのガソリンエンジン、1,600cc、2,000cc、2,200ccの直噴ディーゼルエンジンが選択可能であったが、日本市場には2000ccとV6のガソリンエンジンを搭載したモデルのみが当初は新西武自動車販売、後にシトロエン・ジャポンから正規輸入された。  
C5は1982年から1999年までシトロエンの会長の座にあったジャック・カルヴェの時代に開発された最後の新型車であるが、カルヴェの在任中はシトロエンらしいデザインや技術上の特色が顕著に薄められた時代であった。例えばC5はシトロエン伝統のハイドロニューマティックサスペンションの進化型であるハイドラクティブサスペンションIIIを用い、その車高調整は従来の機械式のハイトコレクターではなく電子式センサーにより自動的に行われているが、ブレーキとステアリングの油圧制御はサスペンションとは別系統となり、車のあらゆる動きを1つの油圧系統でコントロールしようというDS以来の設計思想が崩された。
この結果、C5の操縦感覚はストロークのほとんどないブレーキタッチや鋭敏なパワーステアリングに特徴付けられていた従来のハイドロニューマティック車から大きく変わり、コンベンショナルな自動車のものに近付いた。

#### フェイスリフト版

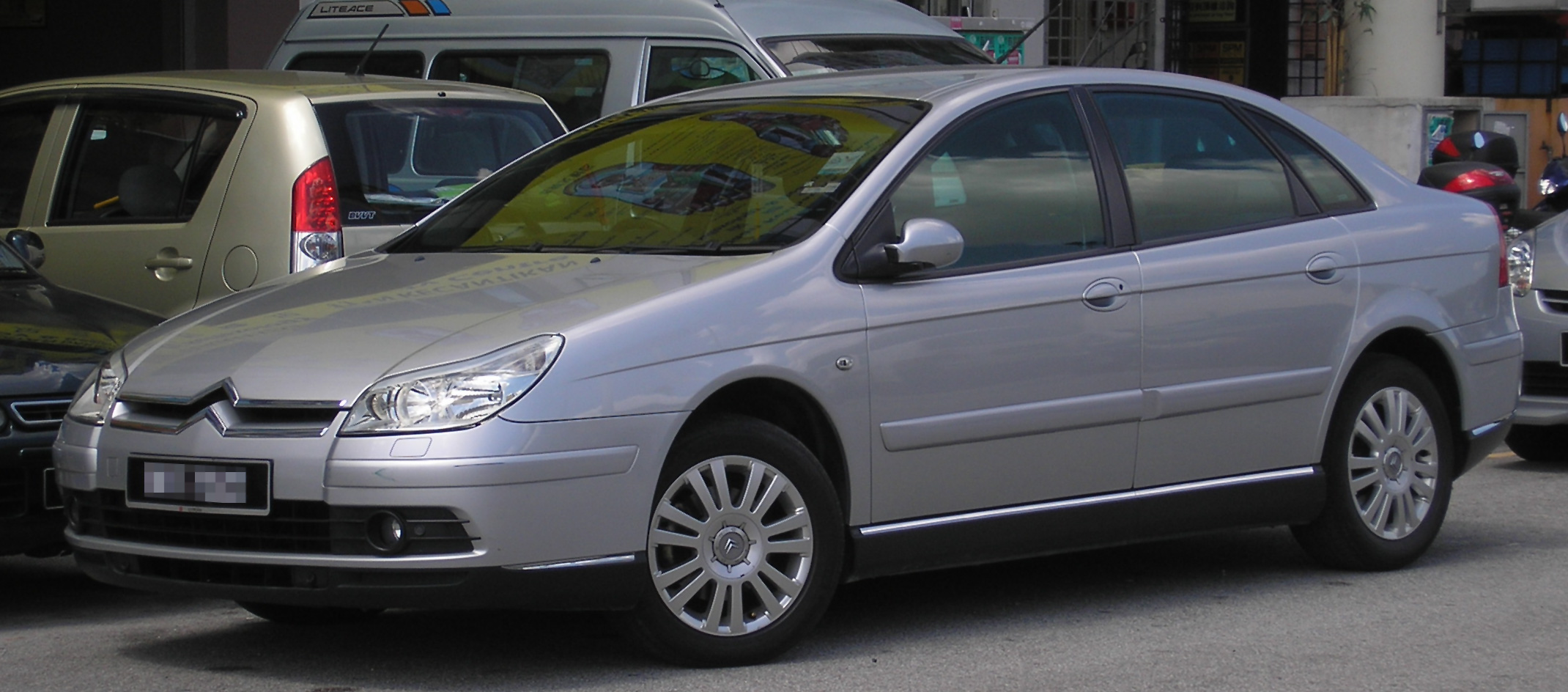
フェイスリフト後

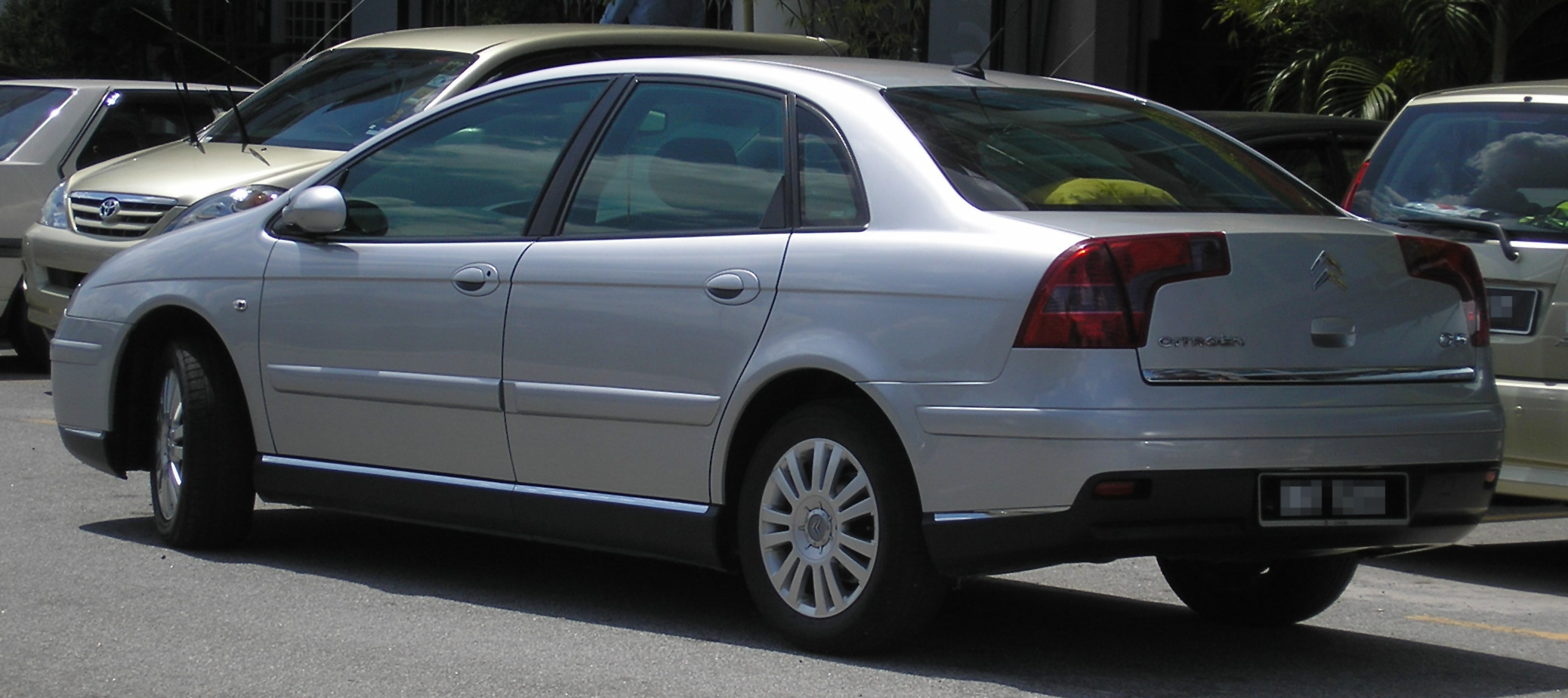
同リアビュー

2004年にC5は大規模なマイナーチェンジを受け、新しいフロント周りとリアセクション（セダンのみ）が与えられた。この変更は下位モデルの C4とも共通の、新しいシトロエンのデザインテーマに沿ったもので、ハッチバックの全長は従来の4,618mmから4,745mmに、ワゴンは4,755mmから4,840mmに延長された。また、往年のDSを髣髴とさせる照射方向をステアリングに連動させた「ディレクショナル・ヘッドライト」が装備された。また、サイドウインドウは断熱式二重ガラスとされた。
日本市場には引き続きシトロエン・ジャポンによって正規輸入され、一時はHDDナビエディションやレザーパッケージモデルも存在したが、本国で2代目が発表された2007年11月以降は、レザーシートを標準装備した「2.0LE」と「3.0エクスクルーシブ」のハッチバックとワゴンの4車種に絞り込まれていた。

### 2代目（2007年-2015年）

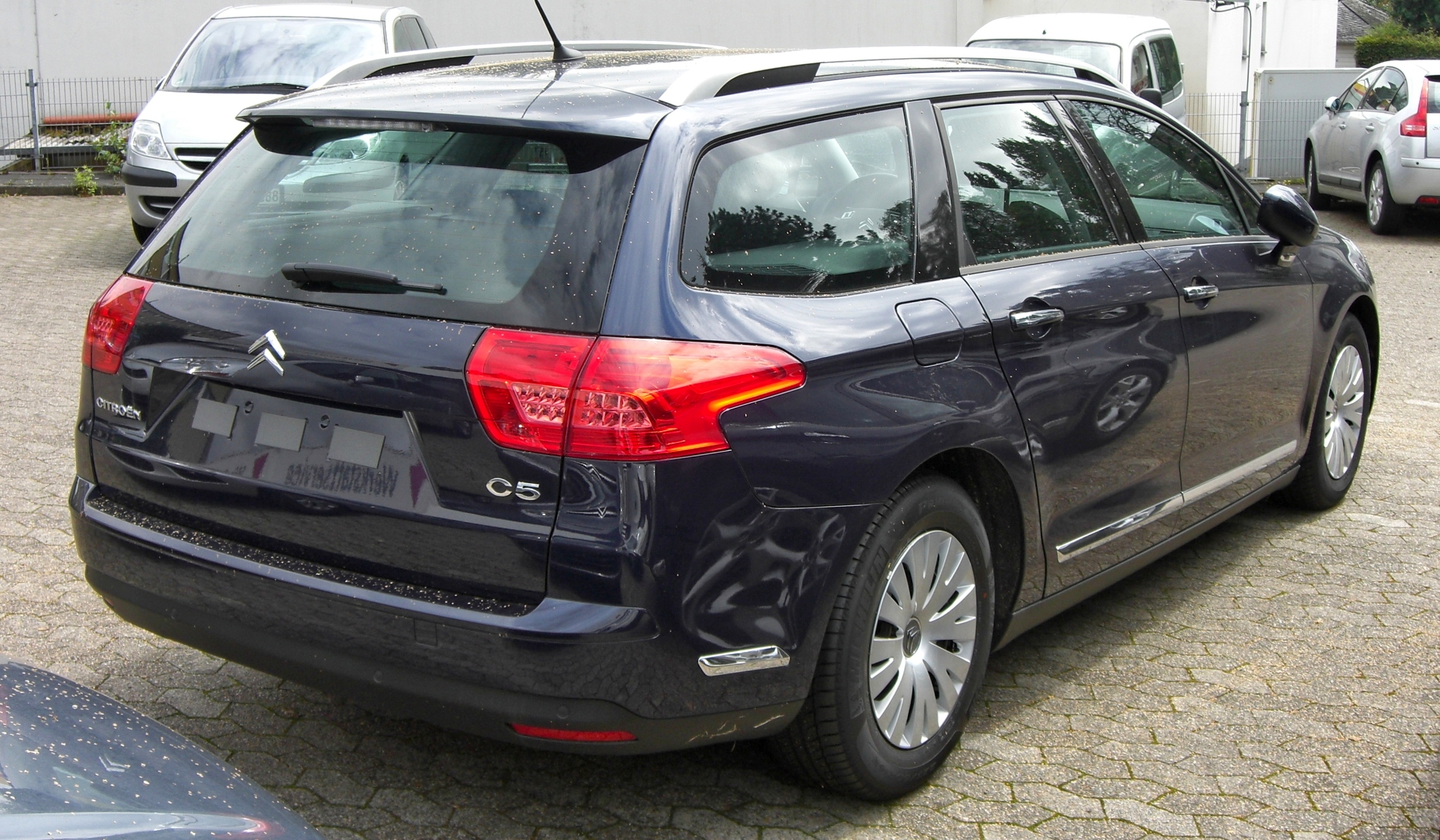
2代目(ツアラー)

2代目C5はヨーロッパでは2007年10月に発表され、4ドアノッチバック及びステーションワゴン（ツアラー）が用意されている。パワートレーンには2,700ccV6HDI ディーゼルエンジンが追加されている。セダンがGSA以来続いた5ドアハッチバックではなくなったこと、C4・C6と続いたセンターメーターが通常の位置に戻され、ハイドラクティブではない通常のコイルサスペンション版も用意されるなど、最近のシトロエンの中でも比較的保守的な設計となっている。

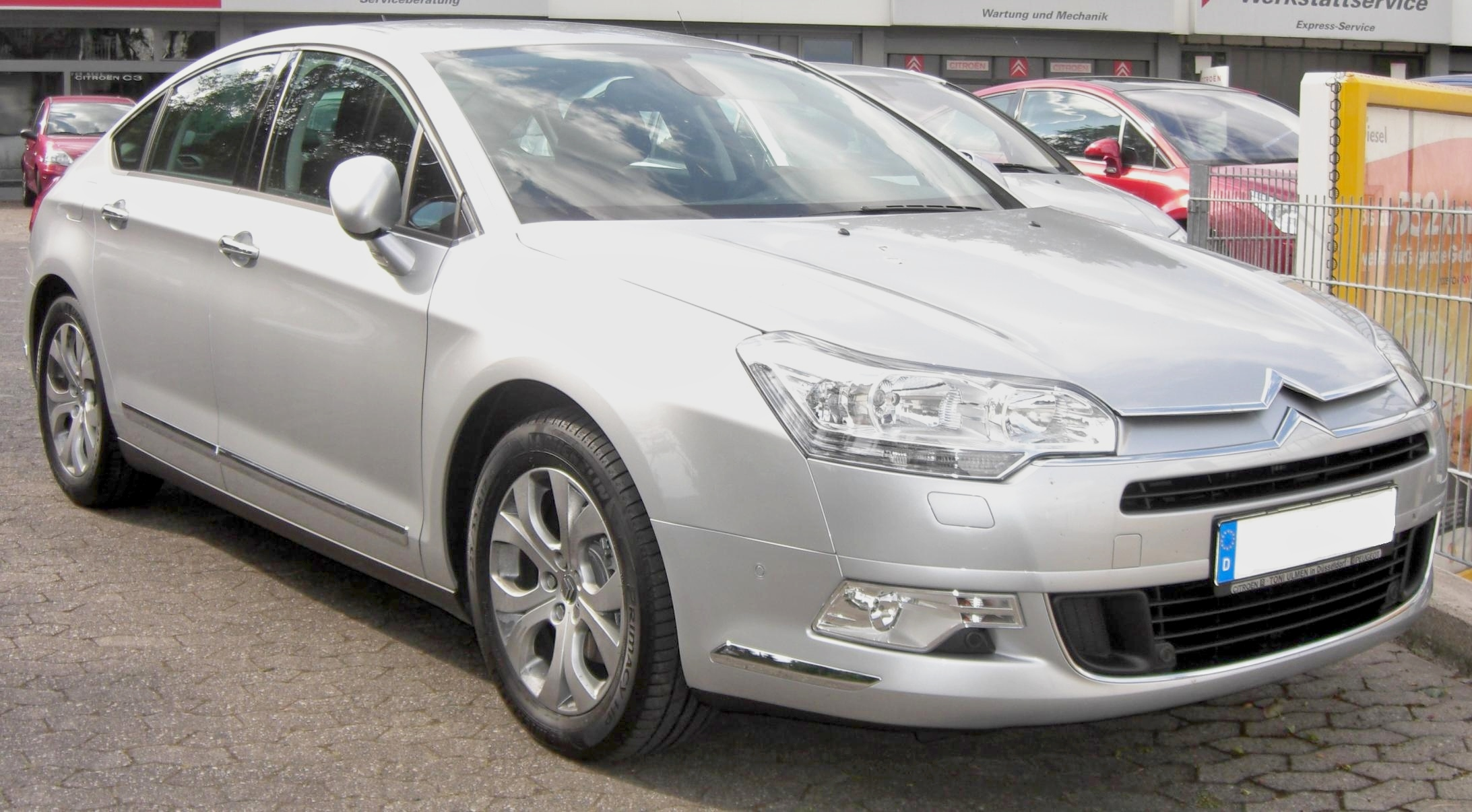
2代目

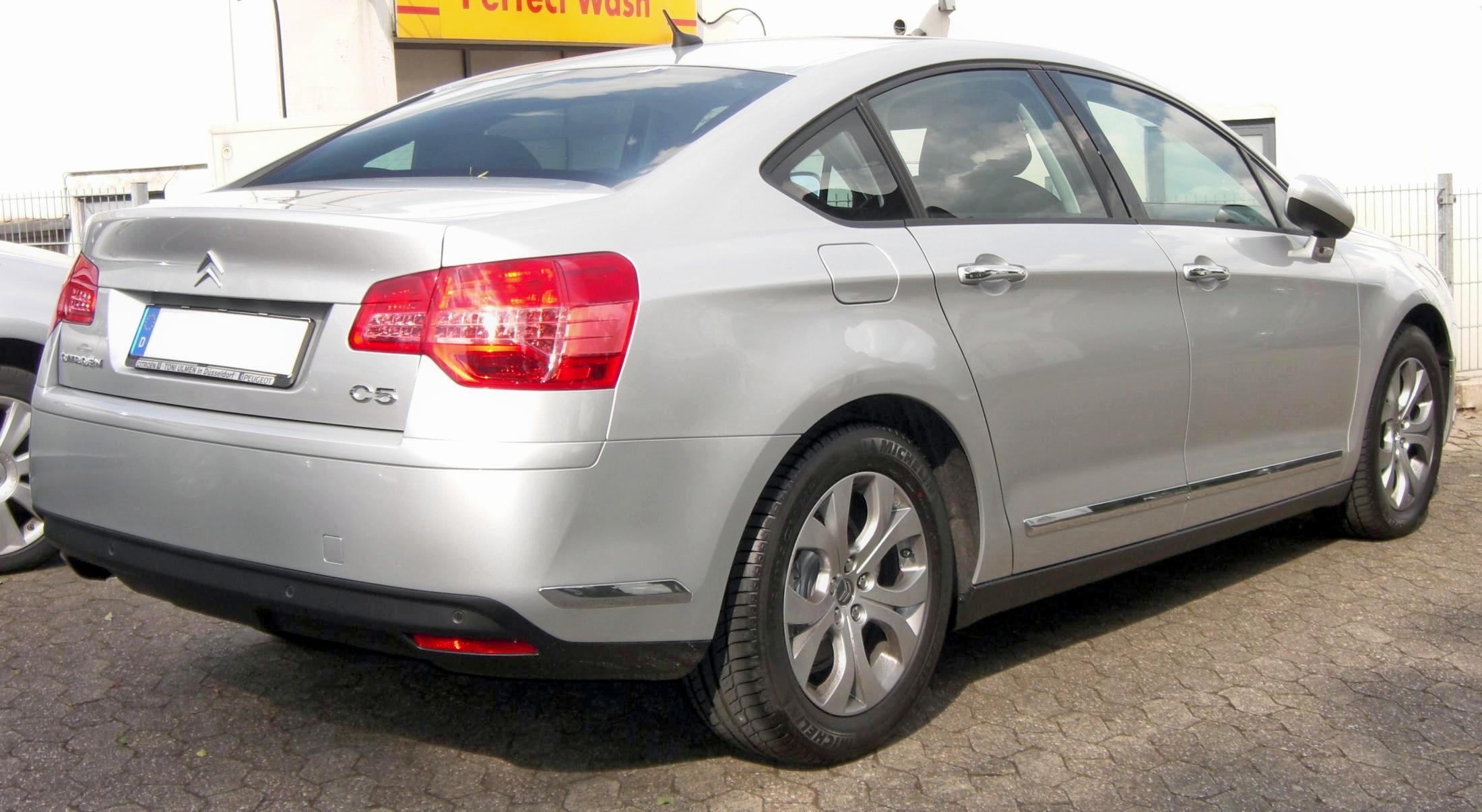
2代目リアビュー

西側市場での販売は終了したが、中国市場では東風シトロエンにより2017年にマイナーチェンジモデルが第三世代C5としてデビューし、現在も販売が続けられている。外観はLEDヘッドライトを導入し、グリルとライト部がつながった最新世代のデザイン言語となり、インテリアは外観以上に大幅な変更が施され、8インチタッチスクリーン、12.3インチのフルLCDメーターパネルが導入された。搭載されるエンジンは1.6 Lターボと1.8 Lターボ。足回りはコイルサスペンションのみとなっている。
日本ではプジョー・シトロエンの両日本法人が統合されて2008年に発足したプジョー・シトロエン・ジャポンから、2008年10月1日より発売された。従来通り2.0 L直4・143PSの「2.0」（399.0万円・ツアラー419.0万円）と、3.0 L V6・215PSの「3.0エクスクルーシブ」（479.0万円・ツアラー499.0万円）の4モデルが設定され、日本仕様は全てハイドラクティブサスペンション付きとなっている。旧型より全長で+55mm、全幅+80mm、ホイールベースで+65mm大型化され、価格も旧型2.0LEと新型2.0との比較で35万円上昇している。先代のホイールナットは、ハブ4穴であったが5穴に変更された。
2009年には4気筒の1.6Lターボモデルが追加され、日本では2010年から発売が開始された。1.6Lターボエンジンは、C5に先立ってC4やC4ピカソに搭載されている。日本で販売されるグレードは、2.0と同程度の装備のものは「C5セダクション」、3.0エクスクルーシブと同程度の装備のものは「C5エクスクルーシブ」のグレード名がつけられた。価格はセダンのセダクションが424万円、エクスクルーシブが459万円で、ツアラーはそれぞれ20万円高となる。
2011年2月24日に日本市場でマイナーチェンジを実施。フロントヘッドライトにLEDポジションランプが追加され、テールライトも変更。17インチのホイールデザインも新しくなった。また全モデルで値下げが行なわれ、セダクションで25万円、エクスクルーシブで10万円安くなっている。
2015年5月19日に、C5の日本での販売終了に伴い特別仕様車「C5 Final Edition」を60台の限定で発売。C5及びC5 Tourerの両方に設定され、上級グレードのExclusiveをベースに18インチアルミホイールと2年間の延長保証を無料付帯したもの。これがシトロエンでハイドラクティブサスペンションを搭載した最後のモデルとなる。

#### 日本導入モデル
| グレード                      | タイプ             | エンジン形式    | 変速機 | 最大出力       | 最大トルク              | 販売状況 |
| ----------------------------- | ------------------ | --------------- | ------ | -------------- | ----------------------- | -------- |
| 2.0                           | セダン             | 直列4気筒       | 4速AT  | 143PS/6,000rpm | 20.8kgm/4,000rpm        | 販売終了 |
| ツアラー 2.0                  | ステーションワゴン | 直列4気筒       | 4速AT  | 143PS/6,000rpm | 20.8kgm/4,000rpm        | 販売終了 |
| セダクション                  | セダン             | 直列4気筒ターボ | 6速AT  | 156PS/6,000rpm | 24.5kgm/1,400～3,500rpm | 販売終了 |
| ツアラー セダクション         | ステーションワゴン | 直列4気筒ターボ | 6速AT  | 156PS/6,000rpm | 24.5kgm/1,400～3,500rpm | 販売終了 |
| エクスクルーシブ              | セダン             | 直列4気筒ターボ | 6速AT  | 156PS/6,000rpm | 24.5kgm/1,400～3,500rpm | 販売終了 |
| ツアラー エクスクルーシブ     | ステーションワゴン | 直列4気筒ターボ | 6速AT  | 156PS/6,000rpm | 24.5kgm/1,400～3,500rpm | 販売終了 |
| 3.0 エクスクルーシブ          | セダン             | V型6気筒        | 6速AT  | 215PS/6,000rpm | 30.5kgm/3,750rpm        | 販売終了 |
| ツアラー 3.0 エクスクルーシブ | ステーションワゴン | V型6気筒        | 6速AT  | 215PS/6,000rpm | 30.5kgm/3,750rpm        | 販売終了 |